# Dysphania excubitor
Dysphania excubitor är en fjärilsart som beskrevs av Moore 1878. Dysphania excubitor ingår i släktet Dysphania och familjen mätare. Inga underarter finns listade i Catalogue of Life.